# BabyTV
BabyTV is een televisiekanaal van Disney dat via de satelliet en digitaal op de kabel kan worden ontvangen. Het heeft programma's voor peuters, met een zeer hoge herhaalfactor. Dezelfde onderwerpen worden om de twee uur herhaald en zijn ontwikkeld om de allerkleinsten te laten leren. De uitzendingen zijn ononderbroken, zonder reclame en de meeste items duren tussen de 2 en 10 minuten.

## Geschiedenis
BabyTV werd in 2003 opgericht, geïnspireerd door een baby die 's nachts niet wilde slapen maar wel keer op keer dezelfde video wilde zien. De oprichters wilden een verantwoord aanbod voor deze leeftijdscategorie ontwikkelen. Daarom werkt een team van psychologen en programmamakers samen om dit aanbod te kunnen bieden.
Op 6 en 17 april 2024 werd BabyTV in Nederland en Portugal gehackt en werd er Russische propaganda uitgezonden.

## Programma
Er zijn grofweg twee programmeringen: een dagprogramma met activiteiten en onderwerpen om van te leren en een nachtprogramma met voornamelijk muziek om daadwerkelijk bij in slaap te vallen.